# Bruikbaarheidsgrenstoestand
De bruikbaarheidsgrenstoestand (BGT) is de toestand van een constructie zoals die tijdens normaal gebruik geldt. Deze grenstoestand wordt ook wel gebruiksgrenstoestand (GGT) genoemd. Bij constructieberekeningen wordt onder andere deze bruikbaarheidsgrenstoestand gecontroleerd.
Er wordt dan gecontroleerd of er tijdens gebruik van de constructie geen scheurvorming, hinderlijke doorbuiging, of trillingen ontstaan. Deze kunnen immers het gebruik van de constructie nadelig beïnvloeden, of de levensduur bekorten.
Een goed voorbeeld van een constructie welke niet meer aan de bruikbaarheidseisen voldoet is de toren van Pisa. Door zijn grote vervormingen wordt het normale gebruik ernstig beperkt, en wordt bovendien de levensduur ernstig bekort.
statische belasting ·
dynamische belasting

permanente belasting · 
veranderlijke belasting · 
bijzondere belasting ·
momentane belasting

uiterste grenstoestand · 
bruikbaarheidsgrenstoestand ·
belastingsfactor

puntlast · 
lijnlast · 
vlaklast · 
verhinderde vervorming